# Copa da Escócia de 1876–77
A Copa da Escócia de 1876-77 foi a 4º edição do torneio mais antigo do futebol da Escócia. O campeão foi o Vale of Leven F.C., que conquistou seu 1º título na história da competição ao vencer a final contra o Rangers F.C., pelo placar de 3 a 2, após outros dois jogos que terminaram empatados.

## Premiação
| Copa da Escócia de 1876-77             |
| Escócia                                |
| -------------------------------------- |
| Vale of Leven F.C. Campeão (1º título) |